# Czesław Zbierański

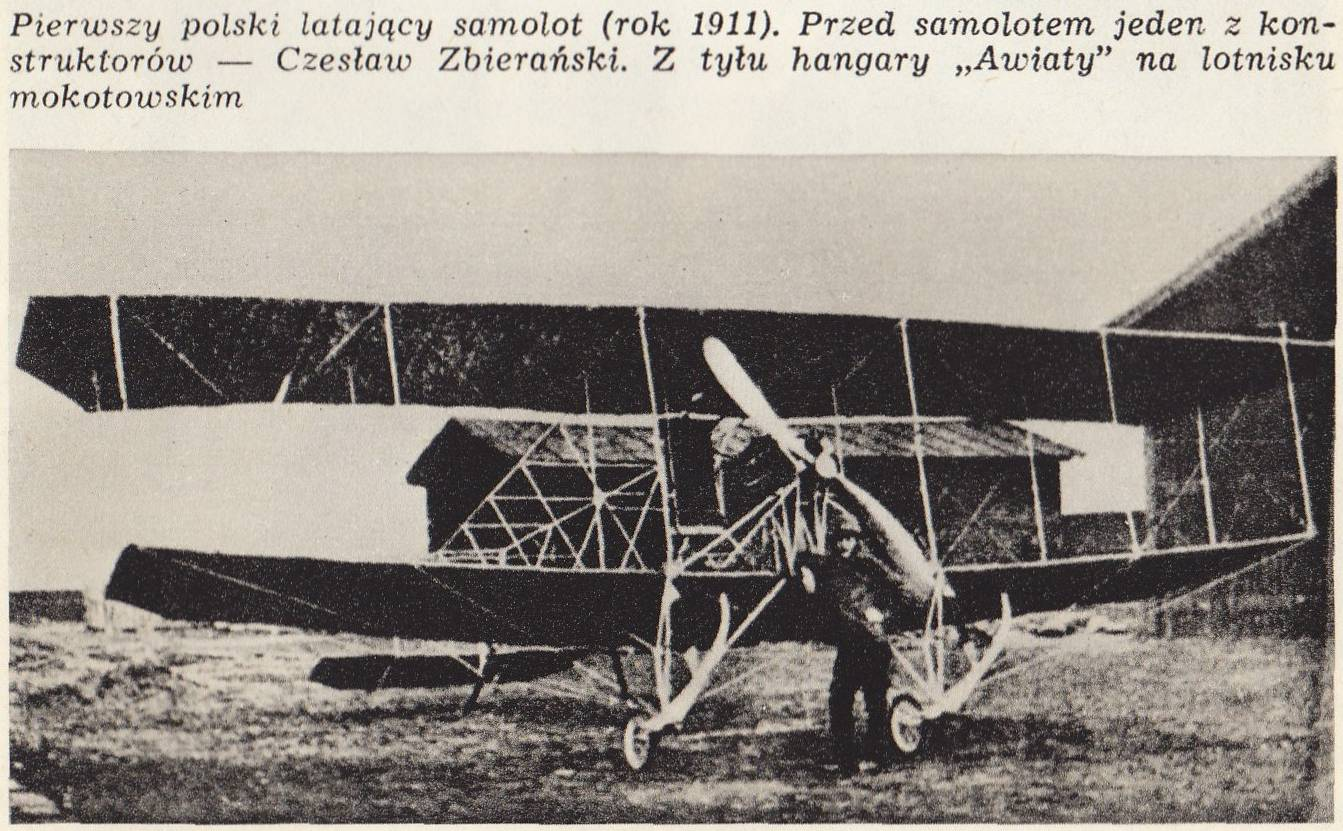
Czesław Zbierański na lotnisku mokotowskim w 1911 przed pierwszym polskim latającym samolotem, którego był współkonstruktorem

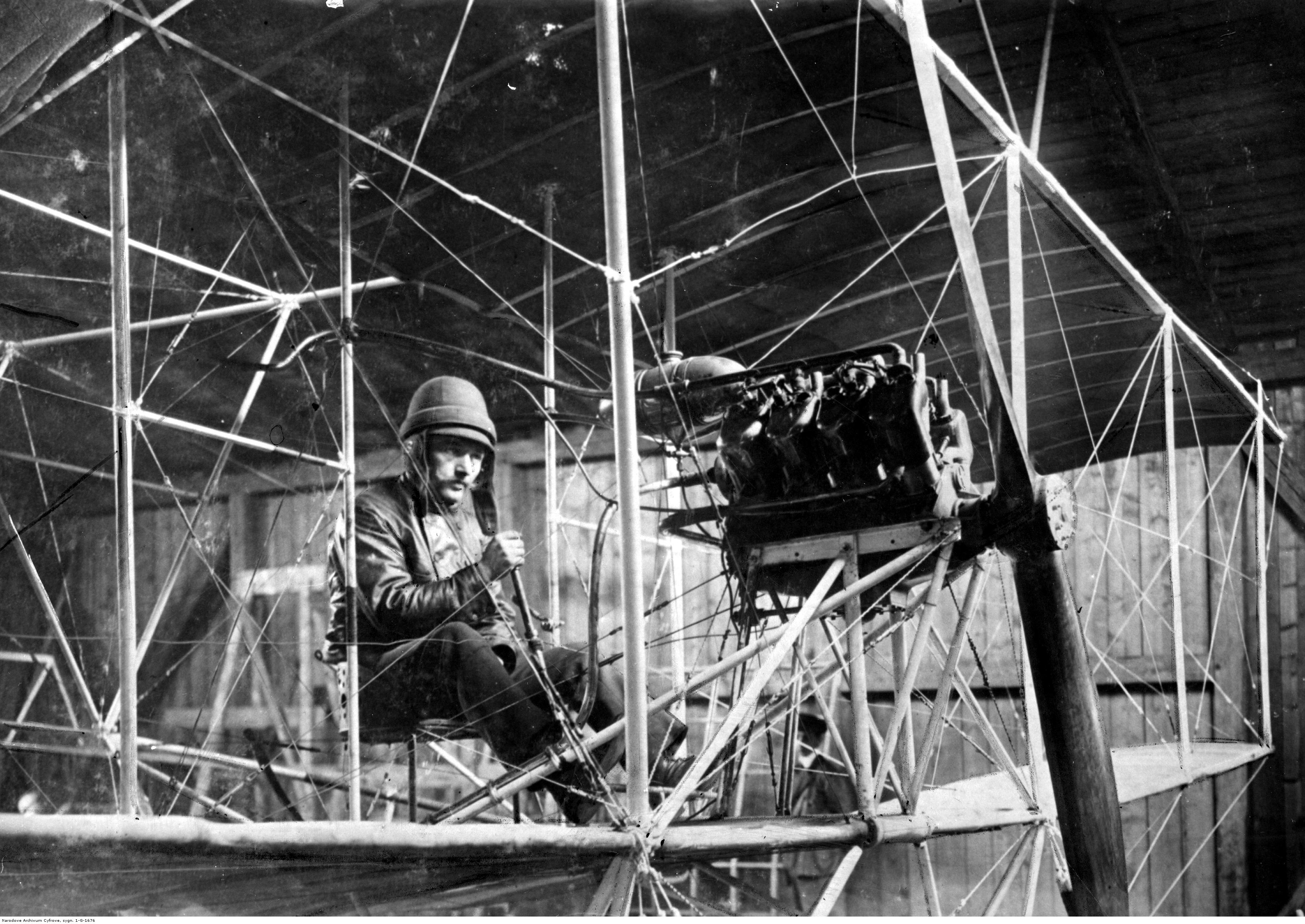
Czesław Zbierański w swoim samolocie

Czesław Zbierański (ur. 6 grudnia 1889 w Warszawie, zm. 31 maja 1982 w Nowym Jorku) – pionier polskiego lotnictwa, inżynier, konstruktor lotniczy, porucznik piechoty Wojska Polskiego.

## Życiorys
Swoje zainteresowania lotnictwem zaczął rozwijać po ukończeniu studiów na Politechnice Lwowskiej. Był współzałożycielem Koła Awiatorów, w którym rozpoczął wstępne projektowanie a następnie (ze Stanisławem Cywińskim) budowę samolotu Zbierański i Cywiński. Samolot został oblatany przez Michała Scipio del Campo 25 września 1911 roku, a następnie oddany do użytku. Obok samolotu „Jaskółka” Edmunda Libańskiego był to pierwszy latający samolot w Królestwie Polskim. W 1912 roku podarował swój samolot Związkowi Awiatycznemu Studentów Politechniki Lwowskiej.
Udało mu się zakupić za sumę 200 rubli uszkodzony samolot Blériot XI, który rozbił pod Siekierkami Francuz Grant. Zbierański wyremontował samolot i uczył się na nim samodzielnie pilotażu. W momencie otwarcia kursu pilotażu w Awiacie sprzedał Blériota i został uczestnikiem kursu pilotażu w tym Towarzystwie (instruktor Henryk Segno), jednak nie odbył samodzielnych lotów. 
W czasie I wojny światowej służył w Legionach Polskich, Polskiej Organizacji Wojskowej i Awiacji (Lotnictwie) Armii Polskiej we Francji. 
W Wojsku Polskim służył w Oddziale II Sztabu Generalnego. Był organizatorem i szefem Ekspozytury w Grodnie oraz szefem Posterunku Nr 5 Frontu Litewsko-Białoruskiego. W czasie wojny z bolszewikami pełnił służbę na stanowisku szefa defensywy frontu. Po zakończeniu wojny został zdemobilizowany.
Został zweryfikowany w stopniu porucznika ze starszeństwem z dniem 1 czerwca 1919 roku w korpusie oficerów rezerwy piechoty. W 1923 roku był oficerem rezerwy 5 pułku piechoty Legionów w Wilnie.
W 1934 roku pozostawał w ewidencji Powiatowej Komendy Uzupełnień Warszawa Miasto III. Posiadał przydział do Oficerskiej Kadry Okręgowej Nr I. Był wówczas grupie oficerów „pozostających stale zagranicą”.
W latach 20. XX wieku produkował samochody, motocykle, drezyny kolejowe i ślizgacze. W 1930 rozpoczął pracę w administracji państwowej. Był starostą powiatu łuninieckiego, a później aż do września 1939 starostą powiatu prużańskiego.
Od 1939 na emigracji (kolejno we Francji, Kanadzie, USA). Podczas II wojny światowej, w 1940 we Francji zorganizował i kierował Biurem Przemysłu Wojennego, a później w Kanadzie pracował przy produkcji dział przeciwlotniczych i w nadzorze technicznym produkcji samolotu Anson V w Federal Aircraft Company. 23 lipca 1943 roku zwrócił się do Naczelnego Wodza, generała broni Kazimierza Sosnkowskiego z prośbą o przyjęcie do Polskich Sił Zbrojnych.
Sławę zyskał jako współkonstruktor polskiego pierwszego udanego samolotu o konstrukcji częściowo metalowej. Był aktywnym działaczem Polonii i fundatorem anglojęzycznego księgozbioru dla biblioteki Instytutu Lotnictwa w Warszawie (1962).

## Ordery i odznaczenia
- Krzyż Srebrny Orderu Wojennego Virtuti Militari
- Krzyż Niepodległości z Mieczami
- Krzyż Komandorski Orderu Odrodzenia Polski
- Krzyż Kawalerski Orderu Odrodzenia Polski (2 maja 1956, przyznany przez Prezydenta RP na uchodźstwie za zasługi w pracy społecznej i niepodległościowej)[12]
- Krzyż Walecznych – czterokrotnie
- Złoty Krzyż Zasługi
- Złoty Krzyż Ligi Obrony Powietrznej i Przeciwgazowej